# ديفيد بو (ممثل)
ديفيد بو (بالإنجليزية: David Bowe)‏ مواليد 4 يناير 1964 في الولايات المتحدة، هو ممثل أمريكي.

## الأعمال
- ذا منتاليست
- بونز
- غريز أناتومي
- كاسل
- أنتوراج
- المتحولون: ثأر الهاوي
- عقول إجرامية
- ستار تريك: ديب سبيس ناين
- الصخرة
- صنع في أمريكا

## روابط خارجية
- ديفيد بو على موقع IMDb (الإنجليزية)
- ديفيد بو على موقع أول موفي (الإنجليزية)
- ديفيد بو على موقع قاعدة بيانات الفيلم (الإنجليزية)